# Obús Tipo 45 240 mm
El Tipo 45 240 mm (四五式二十四糎榴弾砲 Yongo-shiki Nijyūyon-senchi Ryūdanhō?) era un obús pesado empleado por el Ejército Imperial Japonés durante la Primera Guerra Mundial y la Segunda Guerra Mundial. Su designación indica que entró en servicio en el 45° año de reinado del Emperador Meiji (1912). Fue el primer obús pesado diseñado en Japón.

## Historia y desarrollo
El Tipo 45 240 mm fue desarrollado después que la guerra ruso-japonesa demostró el valor de los obuses y morteros pesados al atacar posiciones enemigas sumamente fortificadas. Las piezas de artillería pesada empleadas por el Ejército Imperial Japonés en el asedio de Port Arthur fueron obuses L/10 280 mm. El Tipo 45 240 mm fue la primera arma de este tipo diseñada y construida en Japón, entrando en servicio en 1912. Usualmente era despelgado como parte de baterías de artillería costera.
Podía desensamblarse y transportarse en 10 vehículos. Fue empleado por unidades de artillería pesada.  

## Diseño
El Tipo 45 240 mm era un arma muy pesada, alcanzando 38 t cuando estaba emplazado. Su instalación tomaba bastante tiempo y precisaba el uso de una grúa para izar su pesado cañón sobre la cureña y montarlo. Este obús era normalmente empleado en posiciones estáticas, ya sea para asedio o defensa.
Podía disparar un proyectil antiblindaje con una velocidad de boca de 400 m/s y un alcance máximo de 14 km. Para recargarlo, era puesto a 0°. El cierre de su recámara era de tornillo interrumpido. 

## Historial de combate
El Tipo 45 240 mm fue empleado por primera vez en combate durante la batalla de Tsingtao en la Primera Guerra Mundial, donde fue eficazmente empleado contra las defensas alemanas. Su empleo en la segunda guerra sino-japonesa fue limitado, ya que las tropas japonesas rara vez tenían que asaltar una posición sumamente fortificada que podía ser atacada con piezas de artillería de menor calibre. Sin embargo, con el inicio de la Segunda Guerra Mundial, el Tipo 45 240 mm fue desplegado en la batalla de Hong Kong contra las defensas británicas atrincheradas en el interior de la isla. También fue empleado en la batalla de Bataán y la batalla de Corregidor durante la invasión de Filipinas. El Ejército estadounidense afirma que los japoneses dispararon 1.047 proyectiles con sus obuses Tipo 45 240 mm en la batalla de Bataán y 2.915 proyectiles en la batalla de Corregidor. Durante las etapas finales de la guerra, el Tipo 45 240 mm también fue empleado en combate en Manchukuo contra el Ejército Rojo durante la invasión soviética de Manchuria.

## Galería

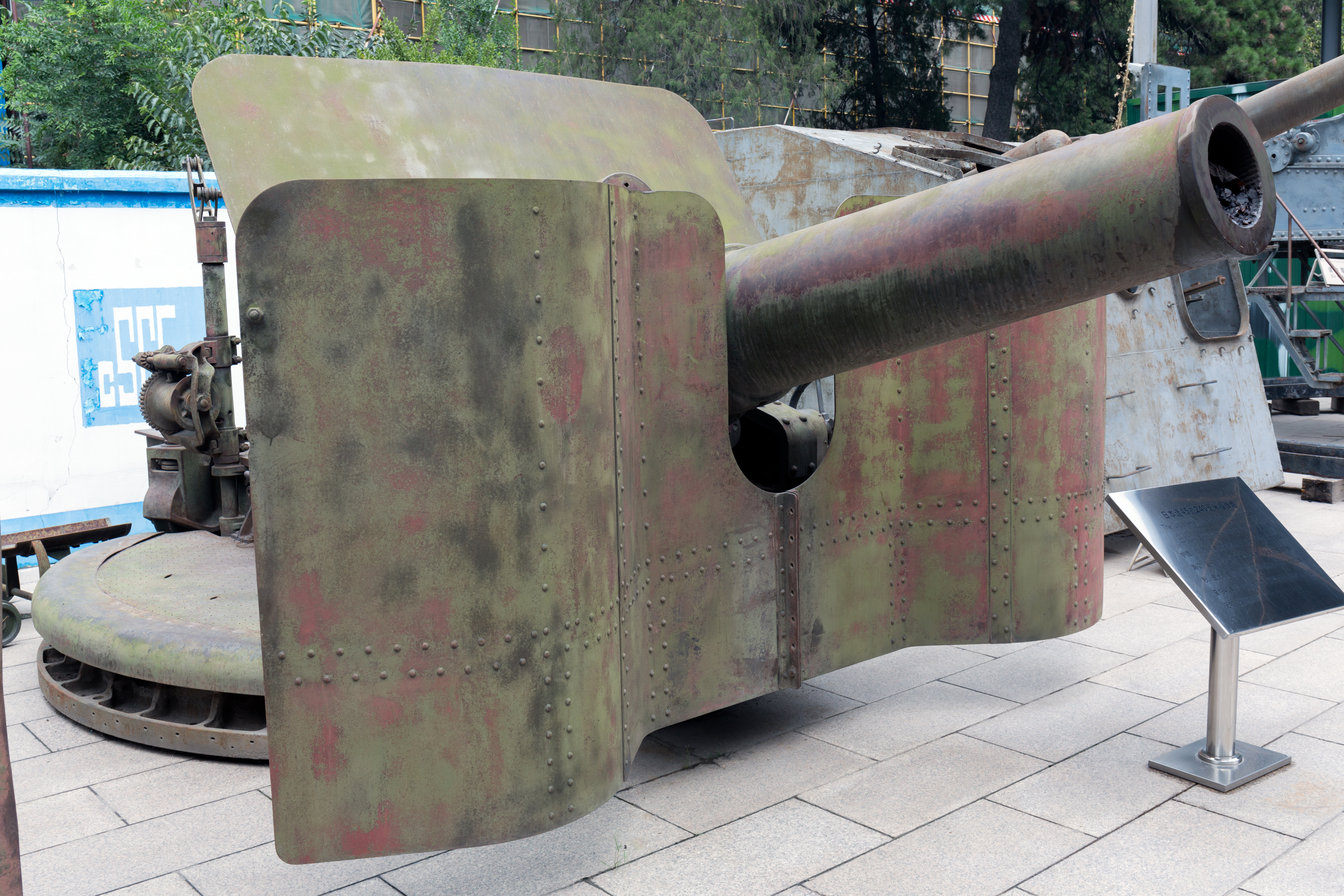
El Tipo 45 240 mm del Museo de Historia Militar de Pekín.
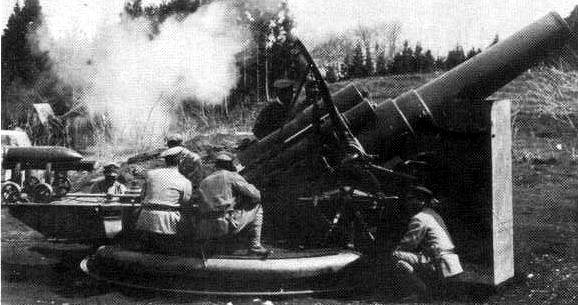
Un Tipo 45 240 mm en acción.
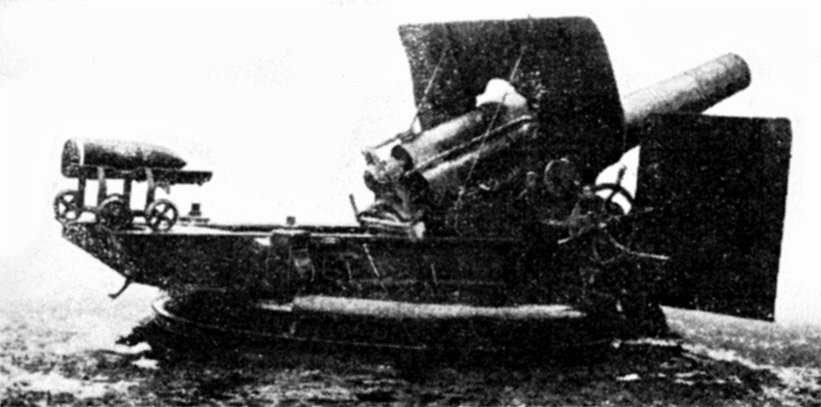
Fotografía donde se aprecia la carretilla de recarga con un obús.
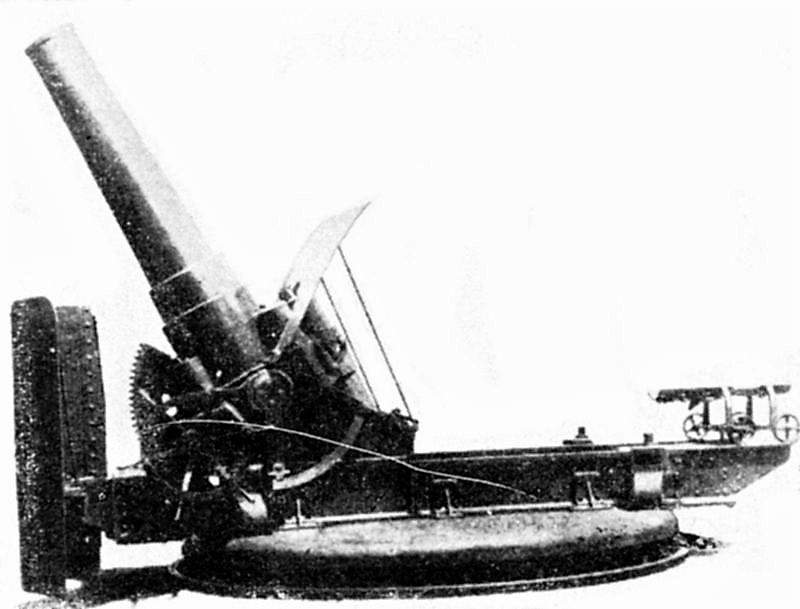
Un Tipo 45 240 mm en ángulo máximo.